# سفارة كولومبيا في الإكوادور
سفارة كولومبيا في الإكوادور هي أرفع تمثيل دبلوماسي لدولة كولومبيا لدى الإكوادور. تقع السفارة في كيتو وهي تهدف لتعزيز المصالح الكولومبية في الإكوادور.

## وصلات خارجية
- قائمة سفارات كولومبيا
- قائمة السفارات في الإكوادور